# The Inevitable Rise and Liberation of Niggy Tardust
The Inevitable Rise and Liberation of Niggy Tardust (pisany również jako The Inevitable Rise and Liberation of NiggyTardust!) – trzeci album studyjny Saula Williamsa, wydany 1 listopada 2007 roku. Williams podczas nagrywania płyty blisko współpracował z Trentem Reznorem, który album wyprodukował i zaśpiewał gościnnie w dwóch utworach. Tytuł The Inevitable Rise and Liberation of Niggy Tardust jest nawiązaniem do albumu Davida Bowiego z 1972 roku: The Rise and Fall of Ziggy Stardust and the Spiders from Mars. Duża część tekstów utworów z płyty pochodzi z wydanego w 2006 roku zbioru poezji Williamsa The Dead Emcee Scrolls: The Lost Teachings of Hip-Hop.

## Spis utworów
1. „Black History Month” – 3:15 (dodatkowy wokal: CX KiDTRONiK)
2. „Convict Colony” – 3:24
3. „Tr(n)igger” – 3:54
4. „Sunday Bloody Sunday” (cover U2) – 4:05
5. „Break” – 3:18 (dodatkowy wokal: Trent Reznor)
6. „NiggyTardust” – 3:40 (dodatkowy wokal: CX KiDTRONiK)
7. „DNA” – 4:02
8. „WTF!” – 5:29 (dodatkowy wokal: Trent Reznor)
9. „Scared Money” – 3:48 (dodatkowy wokal: Xuly Azaro)
10. „Raw” – 2:50
11. „Skin of a Drum” – 3:55 (dodatkowy wokal: Persia White)
12. „No One Ever Does” – 3:14
13. „Banged and Blown Through” – 3:43
14. „Raised to be Lowered” – 5:22
15. „The Ritual” – 5:20

Utwory bonusowe
1. „Pedagogue of Young Gods” – 3:18
2. „World on Wheels” – 1:27
3. „Can’t Hide Love” – 2:27
4. „Gunshots by Computer” (Nine Inch Nails feat. Saul Williams) – 1:44 (z albumu Y34RZ3R0R3M1X3D)
5. „List of Demands (Reparations)” – 3:18 (z albumu Saul Williams)